# أوكسبريدج

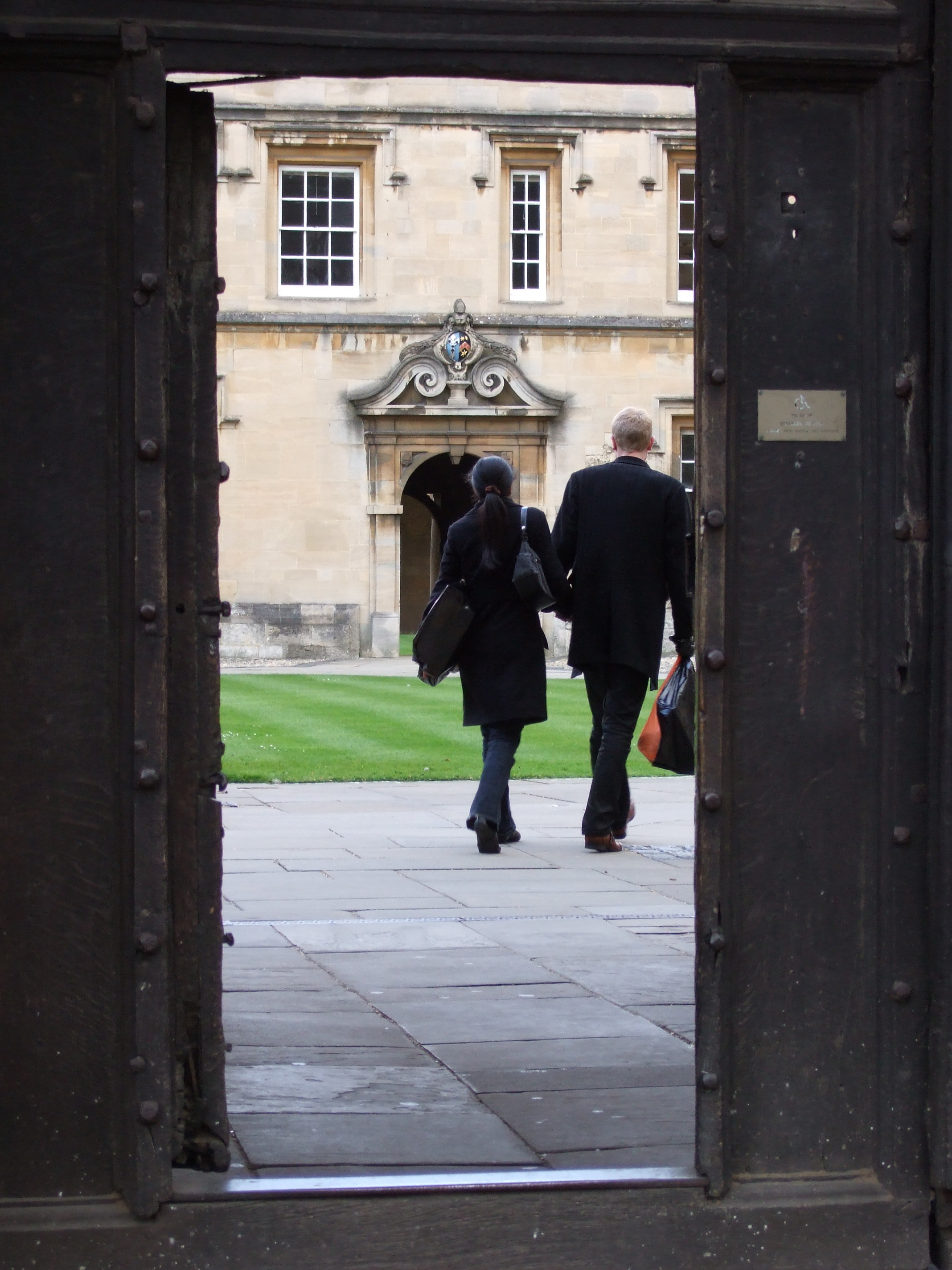

أوكسبريدج(بالإنجليزية: Oxbridge)‏ مصطلح يشير إلى أكثر جامعتين إنجليزيتين عراقة (جامعة أوكسفورد وجامعة كامبريدج). ويستخدم للإشارة لأي واحدة من الجامعتين أو لكليهما.

## أصل الكلمة
رغم أن الجامعتين قد تأسستا منذ ثمانية قرون إلا أن المصطلح حديث نسبياً، طبقاً لقاموس أكسفورد للغة الإنجليزية فإن أول ظهور للكلمة كان في رواية للروائي البريطاني وليم ثاكري نشرت عام 1849 حيث قال أن البطل الأساسي التحق بكلية أوكسبريديجية .